# Eduino Francini
Eduino Francini  (Massa Carrara, 17. prosinca 1925. – Villa Santinelli, 27. ožujka 1944.), bio je talijanski partizan.

## Životopis
Zapovjednik partizana u Sansepolcru, streljan je s osam drugova 27. ožujka 1944. poslije duge borbe s naci-fašistima.